# Disturbios en Argentina de 1989
Los disturbios en Argentina de 1989 consistieron en una ola de manifestaciones y saqueos de supermercados, entre los meses de mayo y junio de 1989, durante los últimos meses de la presidencia de Raúl Alfonsín y comienzo de la de Carlos Menem
La ola de saqueos comenzó en la provincia de Santa Fe, sobre todo en Rosario —la tercera ciudad más grande del país tras el Gran Buenos Aires y el Gran Córdoba—, cuando varias personas comenzaron a demandar que algunos supermercados repartiesen comida gratuitamente. Rápidamente las protestas se extendieron hacia otras ciudades, incluyendo el propio Gran Buenos Aires, con cierta pasividad de las policías provinciales. El Gobierno argentino estableció el estado de emergencia, más de cuarenta personas fueron arrestadas y por lo menos catorce murieron (veinte según informes extraoficiales).

## Contexto socioeconómico
Hacia abril de 1989 Argentina llevaba tres años en una aguda recesión económica y un proceso hiperinflacionario. El poder adquisitivo se derrumbó, la escasez de alimentos básicos intensificó el malestar y se producían múltiples protestas.
Envuelto en crecientes problemas económicos, conflictos con líderes sindicales, retirada de apoyo de empresarios y el temor a una nueva intentona militar como carapintadas, Alfonsín anunció el adelanto de las elecciones al 21 de abril de 1989 En este contexto, finalmente los comicios se anticipan al 14 de mayo de 1989, pese a que originalmente estaban previstos para octubre. Las elecciones dieron como ganador al candidato del Partido Justicialista, Carlos Menem, que debía asumir el 10 de diciembre de 1989.
El descrédito del gobierno de Raúl Alfonsín alcanzó su punto máximo en ese año. La posibilidad de adelantar la entrega del poder fracasó en un primer momento, porque el peronismo no aceptó las medidas económicas "impopulares" que proponía el radicalismo.
El 22 de mayo comenzaron las protestas, que en pocos días devinieron en saqueos y disturbios en varias ciudades argentinas, hasta que el 29 Alfonsín declaró el estado de sitio.
Alfonsín decidió traspasar el mando anticipadamente el 12 de junio de 1989, también anunció que lo haría para el 30 de ese mes, unos cinco meses antes de la fecha que le correspondía hacerlo (la cual estaba originalmente pautada recién para el 10 de diciembre). La medida agarró desprevenido a Menem, que no esperaba tomar el mando tan pronto. Finalmente, Alfonsín le traspasó el mando a Menem el 8 de julio de 1989. Con respecto a la hiperinflación,  recién se llegaría a niveles de inflación pre-mayo del '89 en febrero de 1991 (582%).

## Empeoramiento de la situación económica
Para paliar la situación se constituyó el PAN (Plan Alimentario Nacional). El mismo resultó deficiente en su realización debido a que la información adicional que aportaban los municipios fue basada en criterios políticos partidistas. El operativo constó de dos mil personas y el padrón con que se construyó el PAN fue ineficientemente realizado; la información adicional que aportaban los municipios resultó sospechada de haber sido conformada con criterios políticos partidistas por parte del alfonsinismo. Durante 1985 se suscitaron denuncias de corrupción en torno del manejo del programa. En Tucumán se denunció la repartija de cajas PAN a cambio de votos radicales antes de la elección de 1985.
En 1987, el entonces gobernador de Buenos Aires, Antonio Cafiero, dijo que las cajas PAN eran limosnas que “enturbian la mente de los argentinos”. Durante 1985 se suscitaron denuncias en torno del manejo del programa. En Tucumán se denunció que la distribución de las cajas PAN se realizaba a cambio de que los beneficiarios votaran a la Unión Cívica Radical en la elección de 1985.
En agosto de 1988 el gobierno de Alfonsín lanzó un nuevo plan económico, denominado Plan Primavera para contener la inflación. Incluía controles de precios, negociaciones con los sindicatos y con 53 de las principales empresas, controles sobre los tipos de cambios y el congelamiento de los salarios de los empleados estatales. No obstante, dicho plan pronto demostró ser un fracaso. Los graves problemas económicos se expresaron en una tasa de inflación de 343% para el año 1988.
A principios de 1989 se presentó un nuevo plan económico. Se buscó un acuerdo entre sindicatos y empresarios para evitar el aumento de precios y salarios. Sin embargo, el gobierno volvió a emitir bonos y nuevamente se produjo un aumento del déficit fiscal. La gravedad de la crisis económica y la incapacidad del gobierno de la UCR para hacerle frente, condujo a una erosión de la confianza en los inversores, a la fuga masiva de capitales, a la devaluación del austral y a una creciente inflación. Ante esta situación, renunció Sourrouille y asumió Juan Carlos Pugliese, que poco después le cedió su puesto a Jesús Rodríguez. El plan Austral no contaba con una política de largo plazo. No se estimulaba la inversión productiva, la inversión se contrajo. El plan dependía demasiado de que hubiera buenos precios para las exportaciones argentinas.
Para abril de 1989, la inflación era ya de 460%. En dos meses el tipo de cambio -que oficialmente se encontraba fijo- se elevó de 80 a 200 australes por cada dólar estadounidense -equivalente a una abrupta devaluación mensual de un 150%. 
En paralelo, desde 1987 el país entró en una aguda crisis energética que se agravaría durante 1988 y principios de 1989, durante la última parte del gobierno del radical Raúl Alfonsín. A la escasez de electricidad, que ya había comenzado en abril de 1988, por lo que se realizaron cortes de luz rotativos de 5 horas por turno en ese mes, suspensión de encuentros deportivos nocturnos e iluminación de edificios públicos, entre otras medidas paliativas, se sumó la falta de inversiones gubernamentales en las máquinas térmicas obsoletas y un mantenimiento deficiente del sistema eléctrico. A esto se sumó un año con escasez de precipitaciones que redujo la generación de las centrales hídricas, más la salida de servicio de la central nuclear Atucha I. Todo lo mencionado produjo un déficit en la generación que obligó a programar más cortes rotativos, paralizando industrias entre ellas la siderúrgica y la automotriz, y generando cientos de millones en pérdidas. A la falta de electricidad se sumó la falta de agua -por déficit de bombeo- en distintas ciudades del país, generando saqueos de camiones hidrantes.  En abril de 1988 se programan cortes de 5 horas por turno.
A fines de 1988 Argentina pasó de la fase de recesión junto a una hiperinflación con un salto vertical en el precio del dólar posterior a las elecciones (de 100 australes el 12 de mayo antes de las elecciones) lo que naturalmente tendió a acrecentar en gran medida las ya de por sí fuertes presiones inflacionarias. Como corolario del proceso o fenómeno inflacionario, las tasas de interés subieron de forma descontrolada y las reservas de moneda extranjera del Banco Central comenzaron a descender de manera preocupante a medida que vendía dólares en un infructuoso esfuerzo por intentar mantener el valor o poder adquisitivo del austral. Por su parte, los sectores económicamente acomodados tendieron a retirar sus depósitos de los bancos, retuvieron los dólares obtenidos mediante sus exportaciones y a propósito retardaban el pago de sus respectivos impuestos. La hiperinflación hizo aumentar la pobreza hasta alcanzar un récord histórico hasta entonces: 47,3% (octubre de 1989, Gran Buenos Aires). El producto interno bruto se desplomó más del 5 por ciento, los salarios reales se pulverizaron, el desempleo y la pobreza aumentaron, la recesión fue aguda, la fuga de capitales se aceleró provocando una fuerte caída de las reservas y se acumularon atrasos en el pago de los servicios de la deuda. El sector público se sumergió en una profunda crisis de financiamiento. Saqueos a supermercados, represión y muertes derivaron en la entrega adelantada del poder.
Jaqueado por varios frentes (económico, sindical, militar) Alfonsín anunció el 21 de abril de 1989 el adelanto de las elecciones presidenciales de Argentina de 1989 para el siguiente 14 de mayo, 5 meses antes de lo previsto. Las elecciones resultaron abrumadoramente favorables al candidato Carlos Menem del Partido Justicialista. Para esas fechas, el déficit del PBI argentino se hundía hasta el 14,6 por ciento
La volátil situación económica que estaba atravesando el país pronto disparó conversaciones acerca de la posibilidad de que el entonces presidente electo Carlos Saúl Menem asumiese de forma anticipada.
En Rosario en particular, la inflación alcanzó un 96,5% tan sólo durante ese mismo mes. Por su parte, el entonces intendente (alcalde) radical rosarino Horacio Usandizaga renunció a su cargo, cumpliendo con su previa promesa de hacerlo si Menem ganaba las elecciones a Presidente.
Para fines de 1988, la Argentina experimentó   la peor crisis energética de su historia. Los cortes, que se extendieron por más de cuatro meses, se hicieron masivos y sucedieron en pleno verano austral, lo que generó mayor descontento social sumado a la situación económica.

## Disturbios de 1989
Comenzaban a escasear productos básicos en los supermercados y negocios y los precios de los cada vez menos bienes disponibles llegaron a ser remarcados varias veces durante un mismo día.
El miércoles 24 de mayo fue declarado vía decreto presidencial como feriado bancario por tiempo indefinido y estallaron los primeros disturbios aislados en Córdoba y Rosario. El 28 de mayo, Alfonsín anunció la eventual implementación de un plan económico de emergencia. Durante esa misma noche, se generalizaron los saqueos en la principal ciudad industrial santafesina, especialmente en los barrios del sur de la misma, donde estaban concentrados la mayoría de los principales supermercados. Al día siguiente se diseminaron hacia el corredor industrial cercano y hacia otras ciudades, habiendo estado en algunos casos acompañados por bloqueos de carreteras y cacerolazos. En abril de 1988, Argentina entró en moratoria del pago de su deuda externa. En agosto la inflación alcanzaba el 27,6% mensual. En octubre entonces, el gobierno de Alfonsín puso en práctica un plan de salvataje, el Plan Primavera, cuyo objetivo primordial era llegar a las elecciones sin embargo no dio los resultados esperados.
El 22, un cacerolazo contra el aumento de precios y la suba de las tarifas conmovió a Córdoba. Al día siguiente comenzaron los saqueos en la ciudad y se extienden hasta el 26. Mientras, el 24 comenzaron a producirse saqueos en Rosario y se extendieron al Gran Buenos Aires. En su gran mayoría se produjeron entre el 29 y 30 de mayo. A partir de allí, se produjo la primera gran matanza en democracia. En los saqueos de mayo de 1989 en Rosario, el Gran Buenos Aires y Tucumán, fueron asesinadas 14 personas y hubo 80 heridos. Una de las víctimas, Roberto Segovia, tenía 9 años. La información oficial dijo que murió “en un enfrentamiento con la policía” 
En Rosario -la tercera ciudad más grande del país tras el Gran Buenos Aires y el Gran Córdoba- varias personas comenzaron a demandar que algunos supermercados repartiesen comida gratuitamente. Rápidamente las protestas se extendieron hacia otras ciudades, incluyendo el propio GBA, con cierta pasividad de las Policías provinciales. El gobierno argentino estableció el estado de emergencia, más de 40 personas fueron arrestadas y por lo menos 14 murieron (20 según informes extraoficiales).
Los manifestantes irrumpieron dentro de supermercados, almacenes y pequeños negocios, en grupos que oscilaban desde sólo unos 20 individuos hasta tanto como unas 1000 personas. En la mayoría de los casos, se trataba de gente joven que incluía a una significativa proporción de mujeres y niños. 
Las personas involucradas formaron una barrera humana frente a la policía. Entre la multitud, podían encontrarse tanto ladrones comunes como gente que evidentemente pertenecía a la clase media.
Aunque la violencia estaba más bien dirigida contra comercios en sí mismos que contra personas individuales, tuvieron lugar algunos incidentes aislados en los que dueños de locales resultaron heridos o hirieron a otros mientras trataban de proteger sus respectivos negocios, además de ataques contra algunos destacamentos de policía. Aún está abierto a discusión si es que dicha pasividad fue a propósito o si, por el contrario, la policía fue tomada desprevenida y pronto se vio superada por la masiva dimensión que alcanzaron los tumultos.
Todo cambió el 29 de mayo, cuando el presidente Raúl Alfonsín decretó el estado de sitio en todo el país por 30 días. La ciudad de Rosario fue militarizada y dividida en tres áreas operativas. Se suspendieron las clases, se cerraron los bancos, se cancelaron los servicios de transporte público de pasajeros y se impuso un toque de queda. Para principios de junio los disturbios habían cesado, la policía restableció el control de la situación y las autoridades nacionales y municipales comenzaron a enviar y distribuir asistencia alimentaria.
Por su parte, el Gobierno Nacional también ordenó la creación de cientos de comedores populares.
De acuerdo al estudio hecho por la Fundación Nueva Mayoría, durante la hiperinflación de 1989, entre el 16 de mayo y el 9 de julio ocurrieron 676 saqueos de comercios de alimentos, 433 fueron en mayo, 164 en junio y 79 en julio. Los saqueos y disturbios sucedieron en todo el país, principalmente en las provincias de Buenos Aires, Santa Fe, Córdoba, Tucumán y Mendoza.

## Disturbios de 1990
Los disturbios de mayo de 1989 fueron uno de los factores que influyeron para que Alfonsín entregara el mando anticipadamente a Menem el 8 de julio del mismo año, pero a comienzos de 1990 -principalmente entre los meses de febrero y marzo- hubo disturbios en Rosario y el Gran Buenos Aires, los cuales no obstante fueron mucho más pequeños que los que habían estallado el año anterior. La crisis económica había disminuido pero no desaparecido del todo y varios negocios reiniciaron sus operaciones comerciales después de haber instalado barreras físicas al frente de los mismos. En esta nueva oportunidad dichos disturbios pudieron ser rápidamente contenidos, otra vez a partir de la distribución de comida en los barrios más pobres.
La economía tardó bastante en normalizarse, recién se llegaría a niveles de inflación pre-mayo del '89 en febrero de 1991 (582%).